# FIFA Junior Tournament 1952
La Quinta edizione del FIFA Junior Tournament si è svolta in Spagna nel 1952 dal 13 al 17 aprile, con la partecipazione delle rappresentative di sei paesi. La formula del torneo prevedeva un primo turno a eliminazione diretta, con successive semifinali e finale.
Il paese ospitante, la Spagna, ha sconfitto il Belgio in finale e si è laureato campione del torneo per la prima volta.

## Squadre qualificate
Al torneo hanno aderito le seguenti squadre:
| Squadra     |
| ----------- |
| Austria     |
| Belgio      |
| Inghilterra |
| Francia     |
| Spagna      |
| Svizzera    |

## Primo turno
Per questo turno Belgio e Spagna passano direttamente al prossimo turno.
|  | Svizzera | 0 – 4 | Inghilterra |  |

|  | Austria | 2 – 2 | Francia |  |

## Semifinali
|  | Spagna | 4 – 1 | Inghilterra |  |

|  | Austria | 2 – 2 | Belgio |  |

## Partita per il quinto posto
|  | Svizzera | 4 – 2 | Francia |  |

## Partita per il terzo posto
|  | Austria | 5 – 5 | Inghilterra |  |

## Finale
|  | Spagna | 0 – 0 | Svizzera |  |

La Spagna Vinse, come stabilito dal regolamento di allora, per la media gol delle semifinali.